# Alkiza
Alkiza (spanisch Alquiza) ist ein Ort und eine Gemeinde (Municipio) in der Provinz Gipuzkoa im spanischen Baskenland. Sie hat 364 Einwohner (Stand: 2024).

## Geografie
Alkiza liegt etwa 19 Kilometer südsüdwestlich von der Provinzhauptstadt Donostia-San Sebastián in einer Höhe von ca. 340 m.

## Bevölkerungsentwicklung
| 1970 | 1981 | 1991 | 2001 | 2011 | 2021 |
| ---- | ---- | ---- | ---- | ---- | ---- |
| 341  | 272  | 264  | 256  | 357  | 362  |

## Sport
Im Jahr 2023 führte die Tour de France auf der 2. Etappe durch Alkiza. Im Ortsgebiet wurde mit der Côte d'Alkiza (324 m) eine Bergwertung der 3. Kategorie abgenommen. Diese sicherte sich der US-Amerikaner Neilson Powless.

## Sehenswürdigkeiten
- Tumulus
- Martinskirche (Iglesia de San Martín de Tours)
- Jakobuskapelle

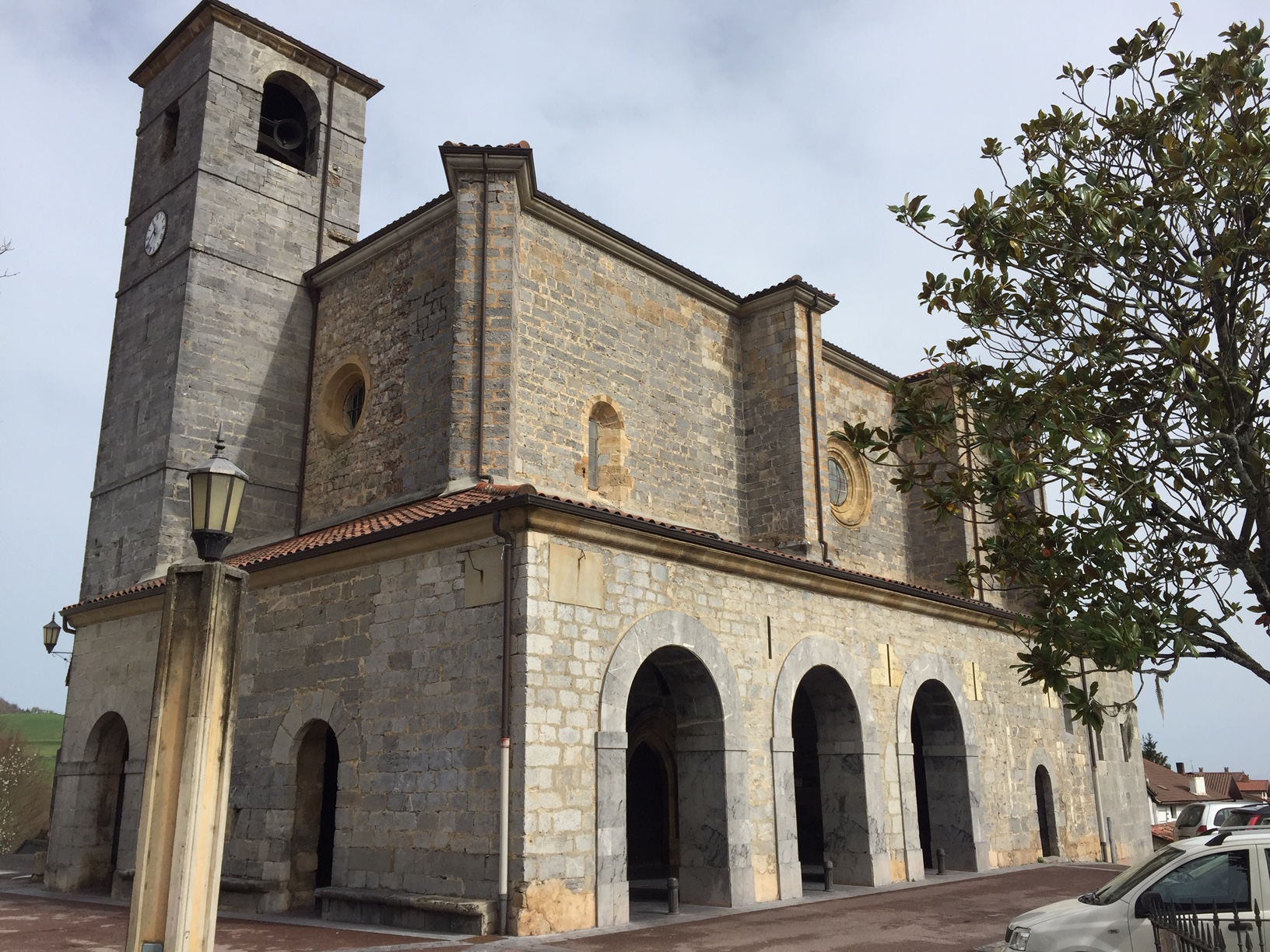
Martinskirche
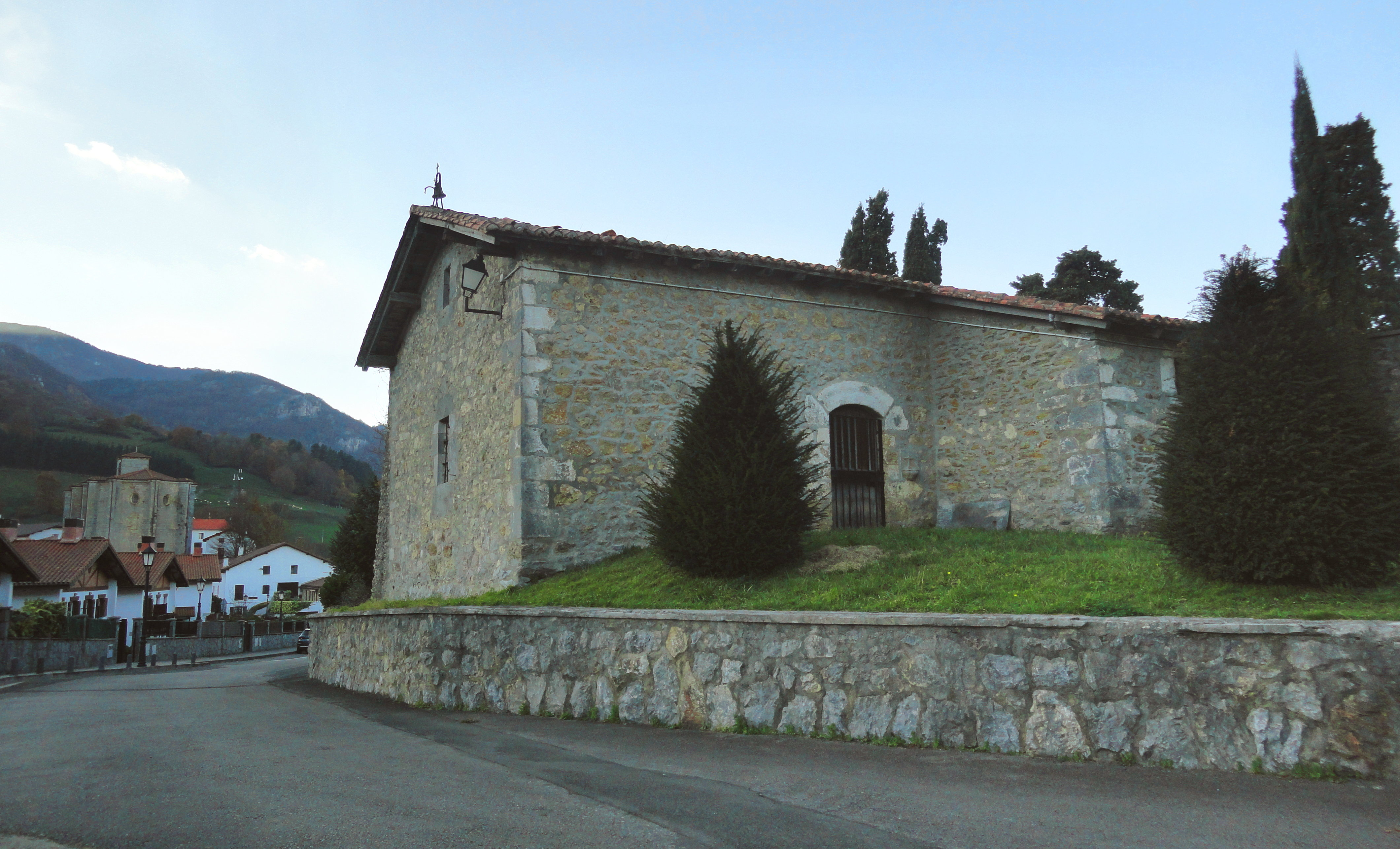
Jakobuskapelle
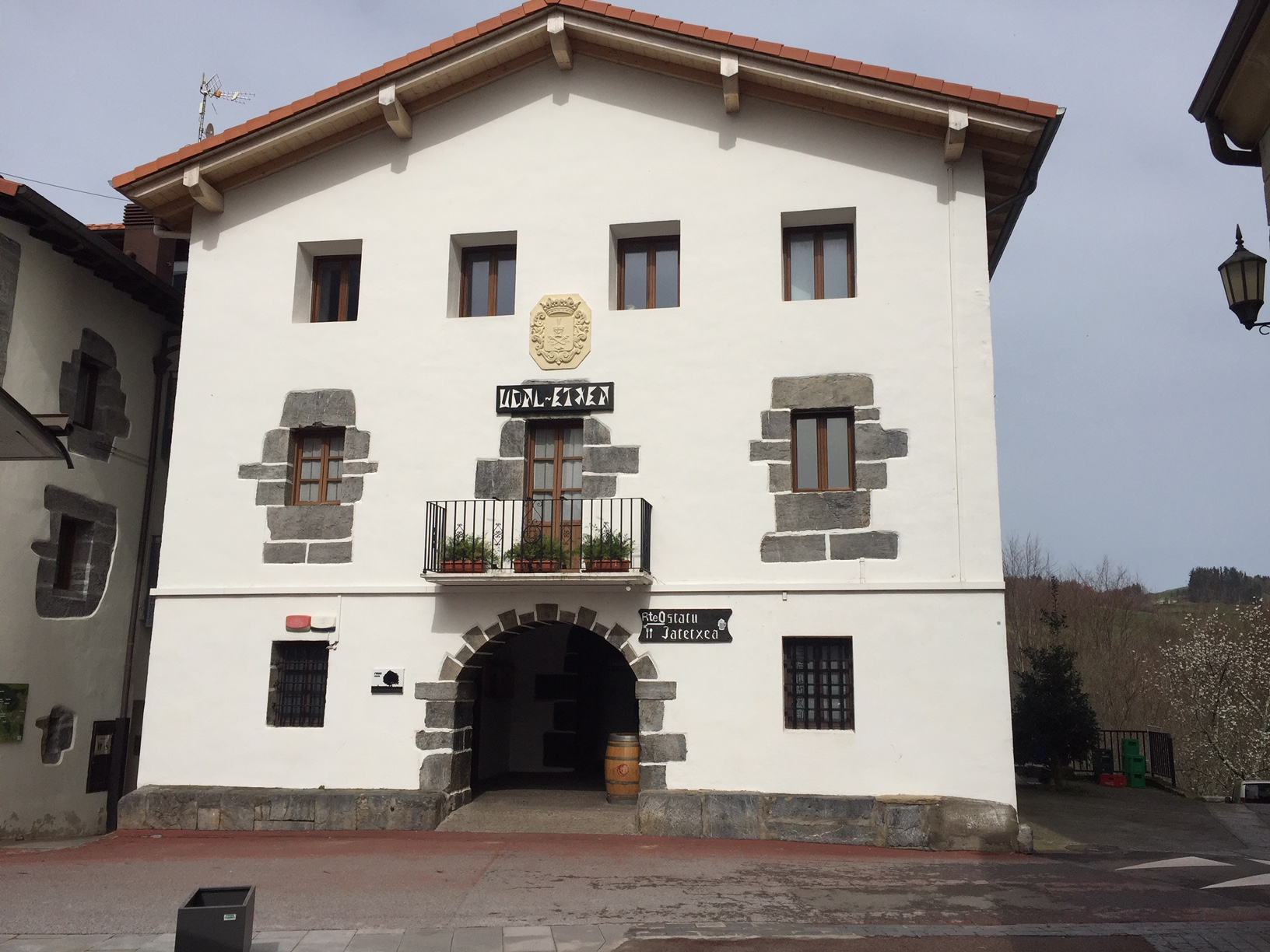
Rathaus

## Persönlichkeiten
- Barbara Goenaga (* 1993), Schauspielerin